# Acacia retusa
Acacia retusa là một loài thực vật có hoa trong họ Đậu. Loài này được (Jacq.) R.A.Howard miêu tả khoa học đầu tiên.